# Nazarezinho
Nazarezinho este un oraș în Paraíba (PB), Brazilia.